# Laverda 750 SFC
La Laverda 750 SFC è una motocicletta sportiva prodotta dalla casa di Breganze, in tre successive serie, dal 1971 al 1977.

## Il contesto
Nel 1969, allo scopo di mostrare la validità del modello "SF", riprese vita il reparto corse Laverda, per approntare alcuni esemplari da impiegare nelle competizioni di endurance per derivate di serie.
Le prime gare videro l'impiego di modelli "SF" pressoché di serie, con risultati incoraggianti, condotti da tester della Laverda, in particolare da Augusto Brettoni e persino di Massimo Laverda, sotto gli pseudonimi di "Lover Otis" e "C. Islero", adottati allo scopo di aggirare il divieto imposto ai piloti tesserati dalla FMI alla partecipazione in gare non organizzate dalla federazione stessa.
Nel 1970, viste le numerose richieste che pervenivano dalla clientela sportiva e considerata la notevole pubblicità derivante da tali competizioni, la Laverda decise di dare corpo al progetto "SFC" (acronimo di Super Freni Competizione), derivato dal modello "SF".

## La moto
Il modello Laverda 750 SFC venne ufficialmente presentato al Salone del ciclo e motociclo di Milano del novembre 1971 e prodotto fino al 1977, in tre serie successive, continuamente aggiornate alla migliore tecnologia sportiva, ma conservando la riuscita livrea originale, nel classico colore arancione.

Una Laverda 750 SFC 1ª serie - lotto 8000 del 1971 con le diverse corone e i tromboncini da gara in dotazione

Ad un esame visivo, la prima versione la "SFC" risulta totalmente diversa dal modello da cui deriva e del quale sembra conservare inalterato unicamente il propulsore. In verità, la "SFC" mantiene lo stesso telaio della "SF", con alcuni inserti per irrigidire la struttura, e l'identico impianto frenante.
A parte le vistose varianti alla carrozzeria, questa versione "competizione" è piuttosto simile al modello da cui deriva, fatto salvo il motore che, invece, pur apparendo del tutto simile a quello della "SF", risulta profondamente modificato nelle componenti interne, con la riprogettazione delle valvole di aspirazione e scarico, dei pistoni, della testa, dei cilindri, del cambio e della frizione. La parte più pregevole è certamente individuata nell'albero motore, composto da sette parti unite per forzamento e con un peso soli 15 kg, inferiore di 4 kg rispetto a quello della "SF".
Il maggiore difetto della "SFC" è determinato dall'altezza del baricentro che, unitamente al considerevole peso, rende la moto poco maneggevole e ben poco adatta a competizioni velocistiche su percorsi misti o montani.
Per la seconda serie in telaio viene completamente riprogettato, riuscendo ad abbassare l'altezza della sella di 5 cm, ma non riuscendo a risolvere totalmente il problema, principalmente causato dall'ingombro verticale e dal sistema di ancoraggio del motore.
La "750 SFC" veniva fornita con tromboncini e rapporti finali diversi, in modo che i proprietari potessero agevolmente modificare la moto per le gare o per la strada; molti erano infatti i piloti che, all'epoca, raggiungevano il circuito a bordo dello stesso veicolo con cui avrebbero gareggiato, accompagnati dalla moglie o da un amico con l'auto di famiglia, stipata di ricambi, attrezzi e taniche di benzina.
Le tre serie sono state prodotte nell'identica tinta arancione. In merito a quella particolare tinta, nacque e si diffuse la leggenda che fosse stata adottata accidentalmente, a causa di un imprevisto errore nella fornitura della vernice che costrinse ad impiegare quella normalmente utilizzata per le macchine agricole. Si tratta, naturalmente, di una delle molte storielle che popolano il mondo del motociclismo e dello sport in generale. In effetti, la colorazione arancione venne scelta per dare alla Laverda una tinta di marca nelle corse, seguendo il nuovo orientamento delle case costruttrici europee che, nel dopoguerra, avevano abbandonato le comuni tinte nazionali per assumere propri colori sportivi. Inoltre, la tinta arancione consentiva un facile avvistamento delle macchine, soprattutto durante la frazione notturna delle gare di endurance; specialità cui la "SFC" era principalmente votata.
L'elevato costo e, più ancora, la limitatissima produzione, impedirono una larga diffusione della "750 SFC" e molti provvidero ad un "restylig casalingo" delle loro "SF" con serbatoi, cupolini, selle e pedane fornite da numerose ditte nel settore degli accessori e dei componenti.

## La produzione

### Pre-serie

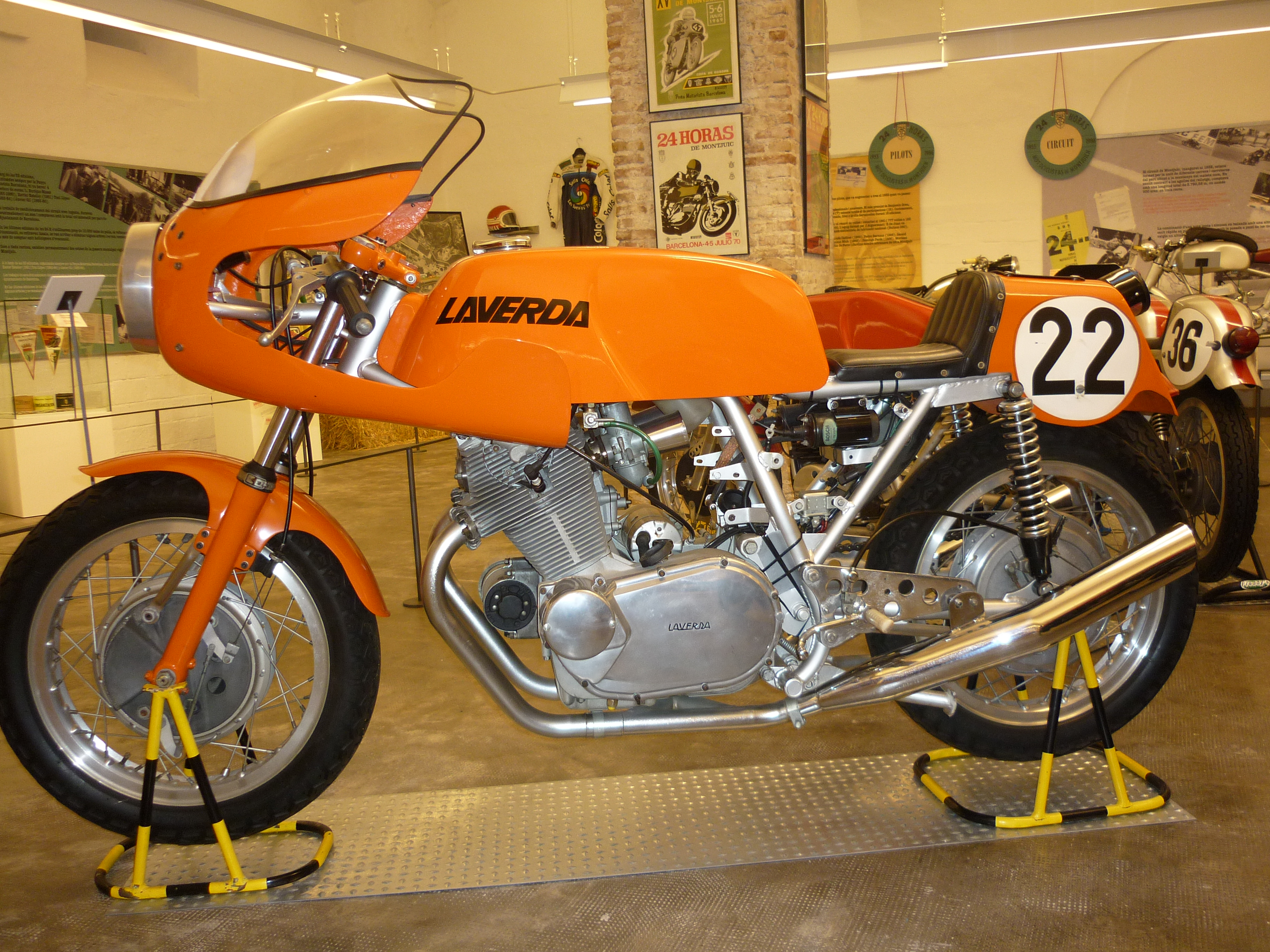
La "SFC" pre-serie, lotto 5000, vittoriosa al Montjuic nel 1971

Nei primi mesi del 1971 vennero assemblati 23 esemplari pre-serie, meglio identificati come "lotto 5000", che furono destinati solamente ai piloti e servirono da "moto-laboratorio", allo scopo di verificare e migliorare il funzionamento e la tenuta delle modifiche apportate. Sono visibilmente riconoscibili dal serbatoio in lega di alluminio.
I risultati furono immediati e numerosi, anche a livello internazionale, con il successo di Augusto Brettoni a Zeltweg, l'affermazione di Angiolini/Hutten alla 24 ore di Oss per replicare con la conquista di Brettoni-Angiolini della 24 ore di Barcellona sul Circuito del Montjuich
Di vittoria in vittoria, le moto riscossero un tale successo che il Reparto esperienze, guidato da Massimo Laverda e Luciano Zen, riuscì a convincere il fondatore e il Consiglio di amministrazione della Laverda ad avviare la produzione della "SFC", in piccola serie.

### 1ª serie

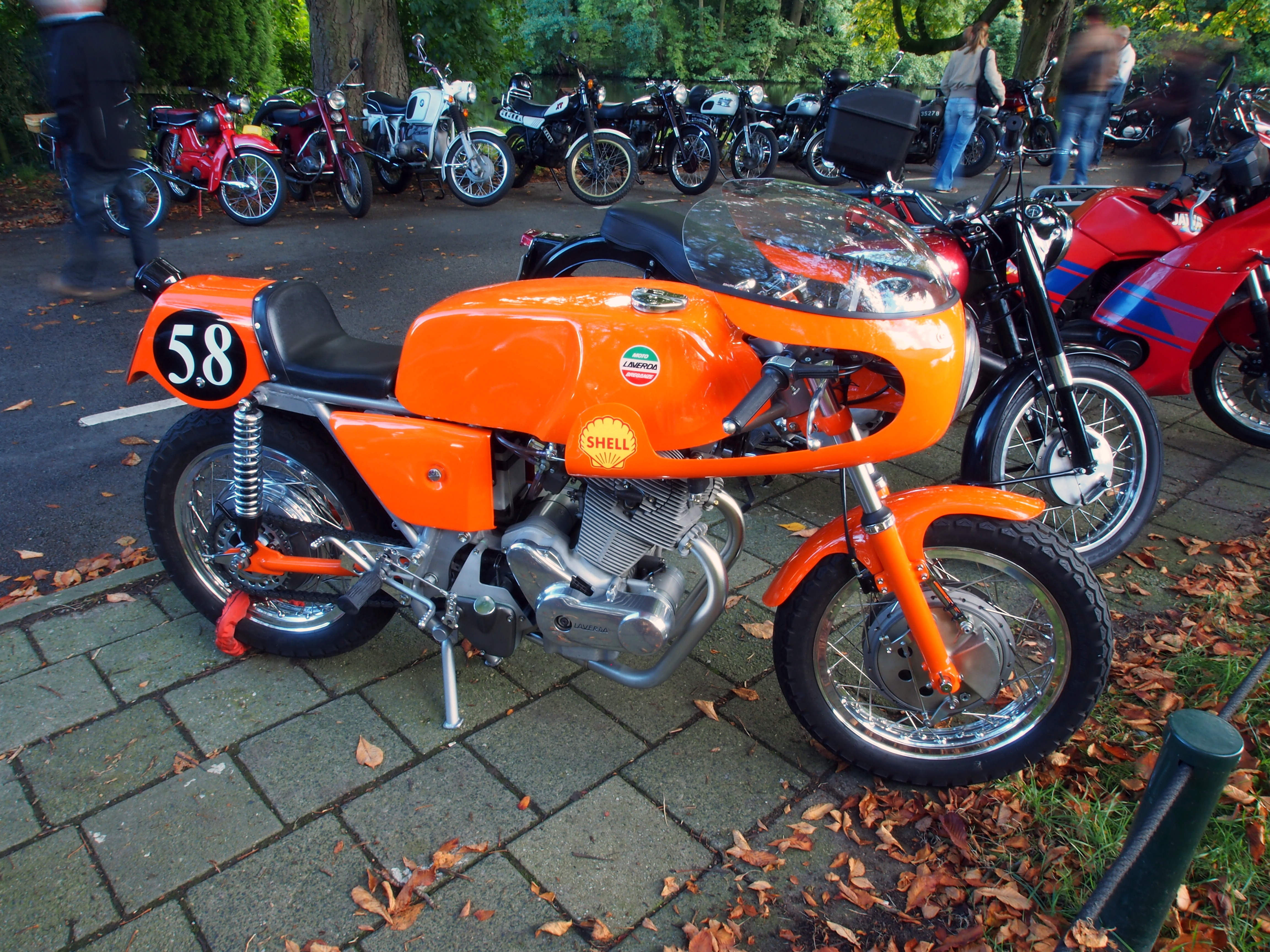
Una Laverda 750 SFC 1ª serie - lotto 11000 del 1972 con freno anteriore Ceriani

Contemporaneamente alla presentazione, alla fine del 1971, vennero messe in vendita le prime "SFC" di piccola serie destinate al pubblico ed omologate anche per l'uso stradale.
Una prima edizione di 78 esemplari, denominata "lotto 8000", fu realizzata nel corso dell'anno e seguita, nel 1972, dai 58 esemplari del "lotto 11000", dei quali 55 costruiti nel 1972 e 3 nel 1973.
La prima serie è riconoscibile dal serbatoio in vetroresina con le svasature per le ginocchia, dai freni a tamburo e dai copristeli anteriori in tinta. La uniche differenze tra i due lotti riguardano alcune migliorie al gruppo d'illuminazione anteriore ed agli scarichi.
Nell'anno 1971 la "SFC" veniva proposta al prezzo di L. 1.410.000 F.F., aumentato a L. 1.549.000 nel 1972. Un esborso considerevole, visto che con la stessa cifra era possibile acquistare una Giulia Super.
A richiesta poteva essere montato il freno anteriore a tamburo Ø 230 mm prodotto dalla Ceriani, con il sovrapprezzo di 50.000 lire.
Nel 1973, pur non mancando gli ordinativi, la produzione della "SFC" venne sospesa, essendo il reparto corse impegnato a mettere a punto il nuovo modello fuoristrada "Chott" ed il rinnovamento tecnico dei modelli "750" e "1000". Durante quell'anno, dietro le forti pressioni di alcuni concessionari, furono assemblati solamente tre esemplari, uno dei quali destinato ad un giovane e scalpitante cliente diciottenne, ansioso di rodare la moto e partecipare alla successiva stagione agonistica. Con la sua "SFC", infatti, il futuro campione del mondo Franco Uncini si iscriverà alla sua prima gara, il 15 aprile 1974, sul circuito di Vallelunga.

### 2ª serie

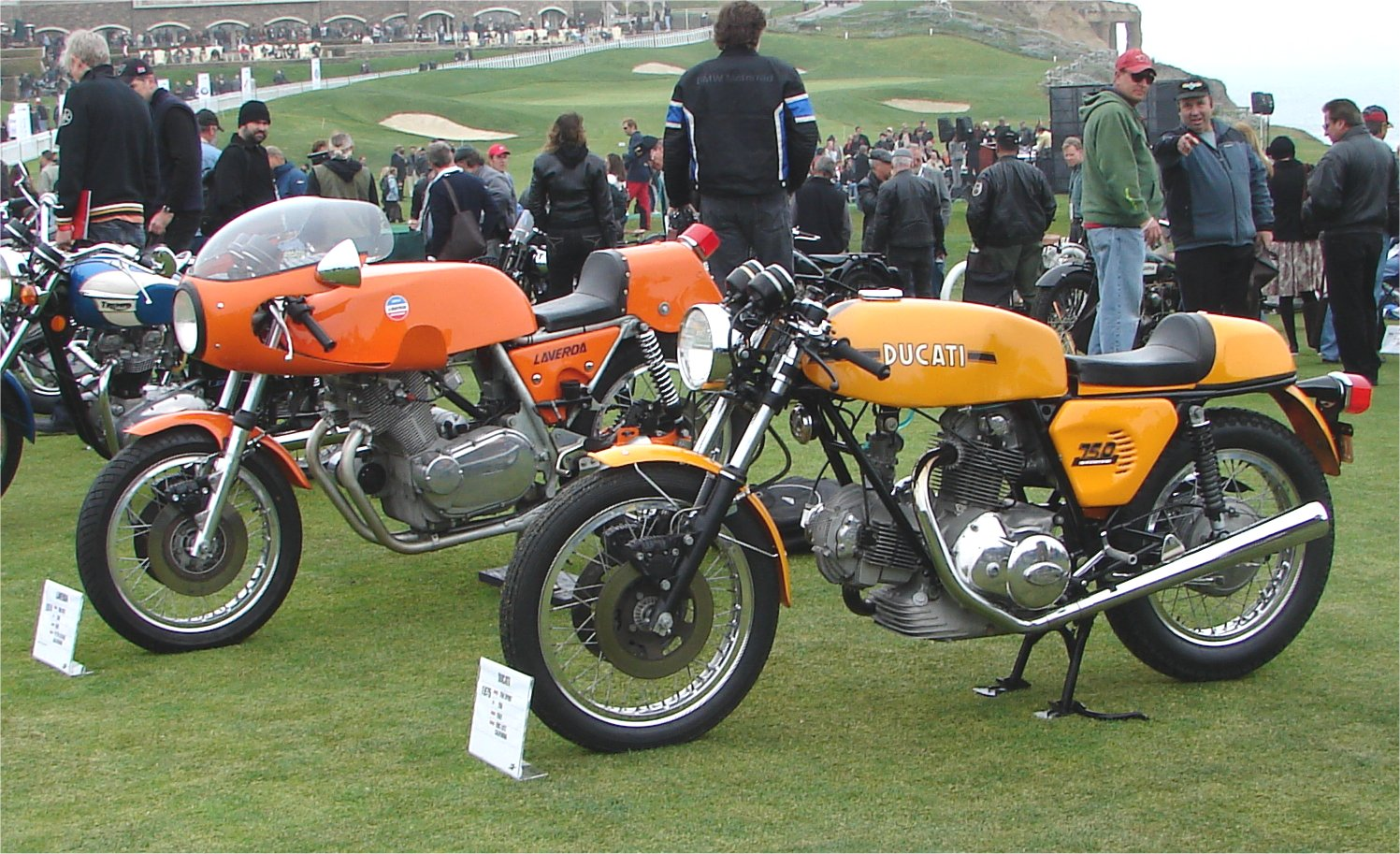
Una Laverda 750 SFC 2ª serie, lotto 16000, affiancata alla Ducati 750 Sport del 1973

Visto il periodo di stasi produttiva, i progettisti Laverda utilizzano gli ultimi mesi del 1973 per studiare le profonde modifiche alla "SFC" che daranno vita alla 2ª serie dell'anno successivo.
Nonostante il mantenimento dell'aspetto estetico, le variazioni apportate alla "SFC" sono di grande sostanza. Oltre al completo rifacimento del telaio per abbassare in baricentro, vengono modificate le sospensioni anteriori e posteriori e adottati tre freni a disco Ø 280 mm della Brembo, in sostituzione dei precedenti tamburi.
La presenza dei freni a disco e l'assenza di incavi per le ginocchia nel serbatoio in fibra, sono i principali segni di riconoscimento dei 222 esemplari componenti la 2ª serie che vennero suddivisi in due differenti lotti, entrambi prodotti nel 1974: 122 esemplari per il "lotto 16000", destinati alla clientela europea, e 100 esemplari per il "lotto 17000", destinati al mercato USA e dotati di lievi modifiche agli impianti di illuminazione e di scarico, oltre alla presenza degli indicatori di direzione, per adeguarli alle normative statunitensi.

### 3ª serie
La 3ª serie fruisce di importanti migliorie al motore, con la modifica delle  camere di scoppio e dell'albero a camme, l'adozione dell'accensione elettronica Bosch e l'installazione di un radiatore per il raffreddamento dell'olio.
Dei 168 esemplari costruiti, tutti appartenenti al "lotto 18000", 131 vennero prodotti nel 1975, 33 nel 1976 ed i rimanenti 4 nel 1977.
Gli ultimi 37 esemplari, montano ruote con cerchi in lega di magnesio a 5 razze prodotti dalla FLAM di Gallarate, azienda all'epoca controllata dalla Laverda.

### Tabella riassuntiva

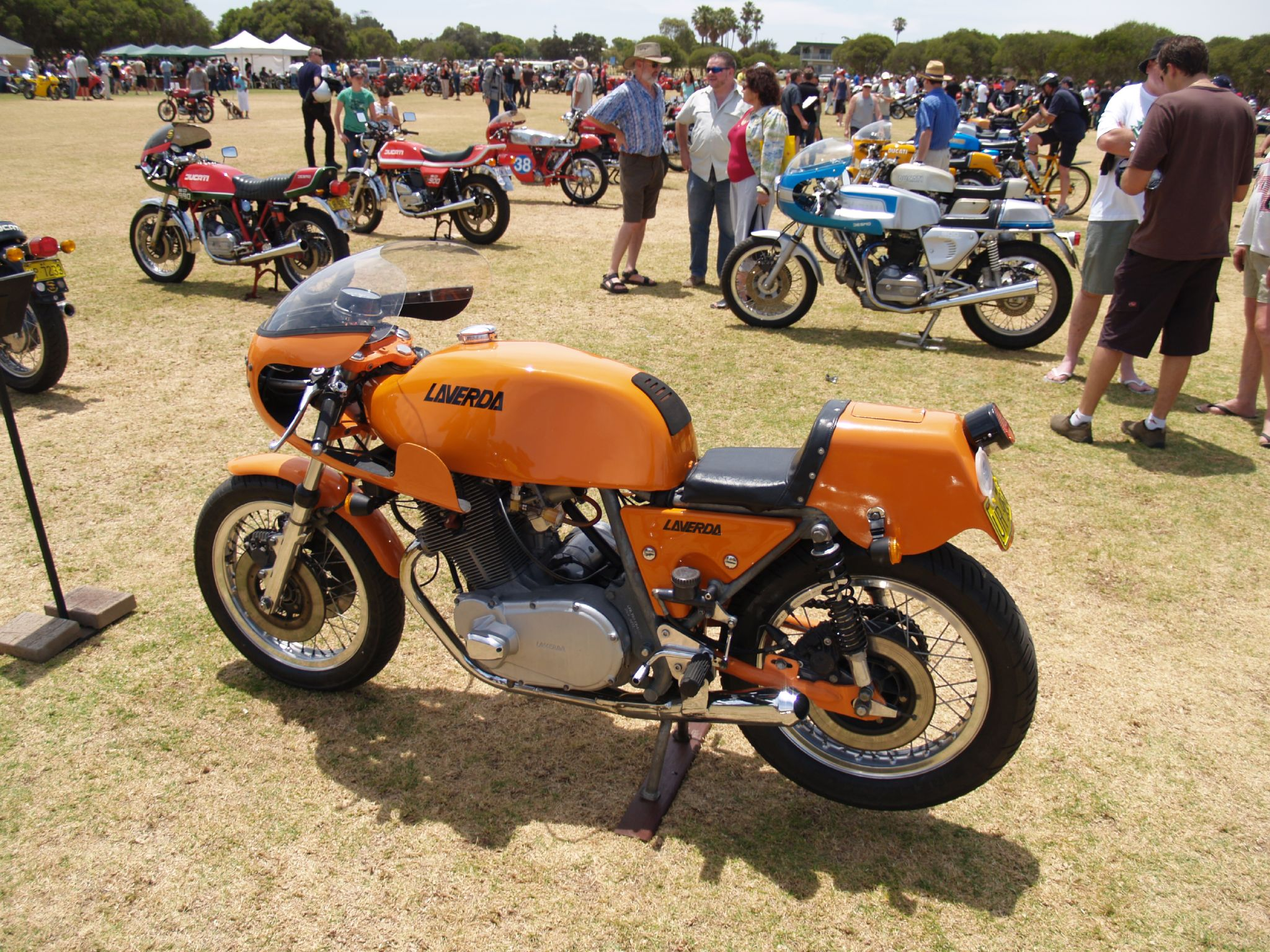
Una Laverda 750 SFC 3ª serie - lotto 18000 del 1975

| Dati Produttivi Laverda 750 SFC |         |                  |           |         |
| Serie                           | Lotto   | Telaio da        | Esemplari | Anno    |
| Pre-serie                       | "5000"  | LAV.750.C*5000*  | 23        | 1971    |
| 1ª serie                        | "8000"  | LAV.750.C*8000*  | 78        | 1971    |
|                                 | "11000" | LAV.750.C*11000* | 58        | 1972-73 |
| 2ª serie                        | "16000" | LAV.750.C*16000* | 122       | 1974    |
|                                 | "17000" | LAV.750.C*17000* | 100       | 1974    |
| 3ª serie                        | "18000" | LAV.750.C*18000* | 168       | 1975-77 |

## Dati tecnici
| Caratteristiche tecniche - Laverda 750 SFC del 1971                       | Caratteristiche tecniche - Laverda 750 SFC del 1971 | Caratteristiche tecniche - Laverda 750 SFC del 1971 | Caratteristiche tecniche - Laverda 750 SFC del 1971 | Caratteristiche tecniche - Laverda 750 SFC del 1971 | Caratteristiche tecniche - Laverda 750 SFC del 1971 |
| Dimensioni e pesi                                                         | Dimensioni e pesi | Dimensioni e pesi | Dimensioni e pesi | Dimensioni e pesi | Dimensioni e pesi |
| ------------------------------------------------------------------------- | --- | --- | --- | --- | --- |
| Ingombri (lungh.×largh.×alt.)                                             | 2140 × 570 × 1165 mm | 2140 × 570 × 1165 mm | 2140 × 570 × 1165 mm | 2140 × 570 × 1165 mm | 2140 × 570 × 1165 mm |
| Altezze                                                                   | Sella: 775 mm - Pedane: 390 mm | Sella: 775 mm - Pedane: 390 mm | Sella: 775 mm - Pedane: 390 mm | Sella: 775 mm - Pedane: 390 mm | Sella: 775 mm - Pedane: 390 mm |
| Interasse: 1480 mm                                                        | Interasse: 1480 mm | Massa a vuoto: 206 kg | Massa a vuoto: 206 kg | Serbatoio: 25 litri | Serbatoio: 25 litri |
| Meccanica                                                                 | | | | | |
| Tipo motore: bicilindrico parallelo inclinato in avanti di 25° ciclo Otto | Tipo motore: bicilindrico parallelo inclinato in avanti di 25° ciclo Otto | Tipo motore: bicilindrico parallelo inclinato in avanti di 25° ciclo Otto | Tipo motore: bicilindrico parallelo inclinato in avanti di 25° ciclo Otto | Raffreddamento: ad aria | Raffreddamento: ad aria |
| Cilindrata                                                                | 743,92 cm³ (Alesaggio 80 × Corsa 74 mm) | 743,92 cm³ (Alesaggio 80 × Corsa 74 mm) | 743,92 cm³ (Alesaggio 80 × Corsa 74 mm) | 743,92 cm³ (Alesaggio 80 × Corsa 74 mm) | 743,92 cm³ (Alesaggio 80 × Corsa 74 mm) |
| Distribuzione: monoalbero a camme in testa e due valvole per cilindro     | Distribuzione: monoalbero a camme in testa e due valvole per cilindro | Distribuzione: monoalbero a camme in testa e due valvole per cilindro | Alimentazione: due carburatori Amal 36 mm | Alimentazione: due carburatori Amal 36 mm | Alimentazione: due carburatori Amal 36 mm |
| Potenza: 65 CV a 7.400 giri/min                                           | Potenza: 65 CV a 7.400 giri/min | Coppia: | Coppia: | Rapporto di compressione: | Rapporto di compressione: |
| Frizione: multidisco a bagno d'olio                                       | Frizione: multidisco a bagno d'olio | Frizione: multidisco a bagno d'olio | Cambio: a cinque marce con innesti frontali, 5^ in presa diretta e comando a pedale sulla dx                                                                                                   | Cambio: a cinque marce con innesti frontali, 5^ in presa diretta e comando a pedale sulla dx                                                                                                   | Cambio: a cinque marce con innesti frontali, 5^ in presa diretta e comando a pedale sulla dx                                                                                                   |
| Accensione                                                                | batteria 12 V con ruttore e doppia bobina | batteria 12 V con ruttore e doppia bobina | batteria 12 V con ruttore e doppia bobina | batteria 12 V con ruttore e doppia bobina | batteria 12 V con ruttore e doppia bobina |
| Trasmissione                                                              | primaria a catena tripla sulla sx e finale a catena semplice sulla dx | primaria a catena tripla sulla sx e finale a catena semplice sulla dx | primaria a catena tripla sulla sx e finale a catena semplice sulla dx | primaria a catena tripla sulla sx e finale a catena semplice sulla dx | primaria a catena tripla sulla sx e finale a catena semplice sulla dx |
| Avviamento                                                                | elettrico | elettrico | elettrico | elettrico | elettrico |
| Ciclistica                                                                | | | | | |
| Telaio                                                                    | a doppio trave superiore in 4 tubi d'acciaio Ø 35 mm | a doppio trave superiore in 4 tubi d'acciaio Ø 35 mm | a doppio trave superiore in 4 tubi d'acciaio Ø 35 mm | a doppio trave superiore in 4 tubi d'acciaio Ø 35 mm | a doppio trave superiore in 4 tubi d'acciaio Ø 35 mm |
| Sospensioni                                                               | Anteriore: Forcella telescopica Ceriani con steli Ø 35 mm ed escursione da 140 mm / Posteriore: Ammortizzatori Ceriani con escursione da 90 mm                                                 | Anteriore: Forcella telescopica Ceriani con steli Ø 35 mm ed escursione da 140 mm / Posteriore: Ammortizzatori Ceriani con escursione da 90 mm                                                 | Anteriore: Forcella telescopica Ceriani con steli Ø 35 mm ed escursione da 140 mm / Posteriore: Ammortizzatori Ceriani con escursione da 90 mm                                                 | Anteriore: Forcella telescopica Ceriani con steli Ø 35 mm ed escursione da 140 mm / Posteriore: Ammortizzatori Ceriani con escursione da 90 mm                                                 | Anteriore: Forcella telescopica Ceriani con steli Ø 35 mm ed escursione da 140 mm / Posteriore: Ammortizzatori Ceriani con escursione da 90 mm                                                 |
| Freni                                                                     | Anteriore: a tamburo in lega leggera con doppia camma Ø 230 mm (Super Freni Brevetto Laverda) / Posteriore: a tamburo in lega leggera con doppia camma Ø 230 mm (Super Freni Brevetto Laverda) | Anteriore: a tamburo in lega leggera con doppia camma Ø 230 mm (Super Freni Brevetto Laverda) / Posteriore: a tamburo in lega leggera con doppia camma Ø 230 mm (Super Freni Brevetto Laverda) | Anteriore: a tamburo in lega leggera con doppia camma Ø 230 mm (Super Freni Brevetto Laverda) / Posteriore: a tamburo in lega leggera con doppia camma Ø 230 mm (Super Freni Brevetto Laverda) | Anteriore: a tamburo in lega leggera con doppia camma Ø 230 mm (Super Freni Brevetto Laverda) / Posteriore: a tamburo in lega leggera con doppia camma Ø 230 mm (Super Freni Brevetto Laverda) | Anteriore: a tamburo in lega leggera con doppia camma Ø 230 mm (Super Freni Brevetto Laverda) / Posteriore: a tamburo in lega leggera con doppia camma Ø 230 mm (Super Freni Brevetto Laverda) |
| Pneumatici                                                                | 3,50-18" anteriore, 4,00-18" posteriore | 3,50-18" anteriore, 4,00-18" posteriore | 3,50-18" anteriore, 4,00-18" posteriore | 3,50-18" anteriore, 4,00-18" posteriore | 3,50-18" anteriore, 4,00-18" posteriore |
| Prestazioni dichiarate                                                    | | | | | |
| Velocità massima                                                          | 212 km/h km/h | 212 km/h km/h | 212 km/h km/h | 212 km/h km/h | 212 km/h km/h |
| Consumo                                                                   | medio 15 km/l | medio 15 km/l | medio 15 km/l | medio 15 km/l | medio 15 km/l |
| Altro                                                                     | | | | | |
| ruote                                                                     | a raggi con cerchi in lega leggera Borrani | a raggi con cerchi in lega leggera Borrani | a raggi con cerchi in lega leggera Borrani | a raggi con cerchi in lega leggera Borrani | a raggi con cerchi in lega leggera Borrani |
| Fonte dei dati: Motociclismo 3/1972                                       | | | | | |

## Attività sportiva
Numerosissimi sono i piloti che hanno gareggiato con la "SFC", come Augusto Brettoni, Nico Cereghini, Corrado Tuzii, Adalberto Falletta, Virginio Ferrari, Marco Lucchinelli e Franco Uncini, conseguendo centinaia di podi e vittorie nazionali ed internazionali. Tra queste, elenchiamo le più importanti:
- 1971
  - 31 marzo - Trofeo Steiermark - Zeltweg - Augusto Brettoni
  - 15 giugno - 24 ore di Oss - Circuito stradale di Oss - Sergio Angiolini/Hans Hutten
  - 4 luglio - 24 ore di Barcellona - Circuito del Montjuich - Sergio Angiolini/Augusto Brettoni
  - 19 settembre - 500 km di Modena - Circuito di Modena - Augusto Brettoni/Moreno Pescucci
- 1972
  - 16 aprile - 500 km di Modena - Circuito di Modena - Roberto Gallina/Moreno Pescucci
  - 22 ottobre - 500 km di Vallelunga - Circuito di Vallelunga - Antonio Archilletti/Roberto Nicola
- 1973
  - 8 aprile - Coppa Agip - Circuito di Vallelunga - Antonio Archilletti
  - 18 agosto - 6 ore di Zandvoort - Circuito di Zandvoort - Piet van der Wal/Jan Strijbis
- 1974
  - 8 settembre - Coppa Campidoglio - Circuito di Vallelunga - Franco Uncini
- 1975
  - 2 giugno - Trofeo Moto 1000 - Circuito di Misano - Virginio Ferrari
  - 9 novembre - Trofeo Sidam - Circuito di Vallelunga - Corrado Tuzii

## Special, repliche e falsi
Le prime Special ebbero inizio già dalla 1ª serie, inaugurate nel 1972 da un allestimento realizzato da Fritz Egli che consentì al pilota Philippe Coulon di aggiudicarsi il Campionato Svizzero di Velocità.
Nel 1997 la "Palmelli", una piccola azienda inglese fondata da due ex piloti della Laverda, Chris Palmer e Steve Elliott, ha iniziato la produzione di una pregevole replica della "750 SFC" su ordinazione.
Divenute moto d'epoca, oltre che oggetto di "culto" per gli appassionati, le "SFC" sono particolarmente ricercate dai collezionisti che se le contendono a cifre notevoli.
Considerata la relativa semplicità di contraffazione, dovuta alla molteplicità delle parti in comune con il modello "SF", la chimera del facile guadagno ha solleticato la fantasia e l'abilità dei falsari che hanno prodotto e continuano a produrre repliche della "750 SFC", spacciandole per vere a facoltosi acquirenti di scarsa competenza.
Si pensi che, al 31 dicembre 2006, erano pervenute quasi 2.000 domande di iscrizione al Registro storico del modello; un dato indicativo della corposa attività di falsificazione, visto che la Laverda, dal 1971 al 1976, aveva prodotto solamente 549 esemplari del modello "750 SFC".

## Fonti
- Adalberto Falletta, Laverda 750 SF-C, Motociclismo, n.3/1972
- Giorgio Sarti, Laverda 750 SFC - Moto Storiche - 10/2001, Editoriale C&C, Milano
- Gualtiero Repossi, Laverda 750 SFC - Motociclismo d'Epoca - 8-9/2007, Edisport, Milano